# Aeroportul Owando
Aeroportul Owando (IATA: FTX, ICAO: FCOO) este un aeroport din Owando, Cuvette, Republica Congo ce deservește zona Owando. A fost numit după zona deservită.
Situat la o altitudine de 370 m, aeroportul dispune de o singură pistă.